# Římskokatolická farnost Ostrava-Třebovice
Římskokatolická farnost Ostrava-Třebovice je farnost římskokatolické církve v děkanátu Ostrava ostravsko-opavské diecéze.
Farním kostelem je kostel Nanebevzetí Panny Marie v Třebovicích, barokní stavba z roku 1738.

## Historie
Farnost a kostel v Třebovicích existovaly zřejmě již od středověku, první zmínka o třebovickém faráři (byl jím tehdy Petr Gloria) je z roku 1450 a farní kostel je poprvé připomínán roku 1553 v souvislosti se smrtí tehdejšího majitele Třebovic, Jindřicha Bzence z Markvartovic. Koncem 16. století přešlo panství do majetku protestantských pánů Vlčků z Dobré Zemice a zřejmě i farnost přešla do luteránských rukou; jisté je, že od třicetileté války zde nebyl kněz a Třebovice patřily k farnosti Poruba, jejíž správce si ještě kolem roku 1650 stěžoval, že v Třebovicích převládá luteránství a pan Vlček a jeho poddaní odmítají platit desátky. Původní třebovický kostel byl dřevěný a sloužil až do 18. století, až jej roku 1738 tehdejší majitel Jiří Rudolf Wiplar z Ušic nechal nahradit zděnou novostavbou.
Třebovice zůstaly u porubské farnosti až do začátku 20. století, i když již roku 1857 se snažily získat zpět vlastní duchovní správu. Roku 1901 se obec usnesla požádat olomouckou arcibiskupskou konzistoř o zřízení farnosti a již roku 1902 vlastním nákladem vybudovala faru. Státní i církevní úřady žádost postupně schválily (30. srpna 1905 definitivně arcibiskupská konzistoř) a 14. září 1905 slezský zemský výbor vyhlásil zřízení nové farnosti.
Farnost byla od založení součástí bíloveckého děkanátu, při reorganizaci děkanátů v roce 1952, v návaznosti na správní reformu z roku 1949, byla přidělena děkanátu Moravská Ostrava (od 1978 děkanát Ostrava). Do roku 1996 byla součástí arcidiecéze olomoucké, od uvedeného roku pak nově vytvořené diecéze ostravsko-opavské.
Obvod farnosti zahrnoval vždy jen obec Třebovice, nyní městský obvod statutárního města Ostravy.

## Faráři
Faráři v (Ostravě-) Třebovicích od znovuzaložení farnosti byli:
- 1905–1920 Jan Kotrš
- 1920–? Alois Srostlík
- ?–1933 Josef Tajchman, administrátor
- 1933–1937 Josef Hachla
- 1937–1937 Josef Tajchman, administrátor
- 1937–1938 František Hadamčík
- 1938–1940 Smolka a Navrátil, administrátoři
- 1940–1949 Bohumil Kittrich
- 1949–1969 Alois Gillig
- 1969–1991 Metoděj Hasilík
- 1991–2000 Václav Altrichter
- 2000–2007 Ladislav Kozubík
- 2007–2013 Jan Mazur
- 2013–2022 Lukáš Engelmann
- 2022–dosud Karel Rechtenberg

## Činnost
Farnost vydává farní časopis Mana.